# Passanant i Belltall
Passanant i Belltall település Spanyolországban, Tarragona tartományban. Passanant i Belltall Guimerà, Vallfogona de Riucorb, Conesa, Tarragona, Forès, Solivella, Vallbona de les Monges és Ciutadilla községekkel határos. Lakosainak száma 162 fő (2024).

## Népesség
A település népessége az elmúlt években az alábbi módon változott:
| Lakosok száma | 254  | 1003 | 960  | 630  | 213  | 209  | 159  | 154  | 163  | 162  |
|               | 1717 | 1887 | 1936 | 1960 | 1986 | 2004 | 2009 | 2014 | 2019 | 2024 |